# Caramoran
Caramoran is een gemeente in de Filipijnse provincie Catanduanes op het gelijknamige eiland. Bij de laatste census in 2007 had de gemeente bijna 26 duizend inwoners.

## Geografie

### Bestuurlijke indeling
Caramoran is onderverdeeld in de volgende 27 barangays:
| - Baybay - Bocon - Bothoan - Buenavista - Bulalacao - Camburo - Dariao - Datag East - Datag West - Guiamlong - Hitoma - Icanbato - Inalmasinan - Iyao | - Mabini - Maui - Maysuran - Milaviga - Obi - Panique - Sabangan - Sabloyon - Salvacion - Supang - Toytoy - Tubli - Tucao |

## Demografie
Caramoran had bij de census van 2007 een inwoneraantal van 25.618 mensen. Dit zijn 1.828 mensen (7,7%) meer dan bij de vorige census van 2000. De gemiddelde jaarlijkse groei komt daarmee uit op 1,03%, hetgeen lager is dan het landelijk jaarlijks gemiddelde over deze periode (2,04%). Vergeleken met de census van 1995 is het aantal mensen met 3.655 (16,6%) toegenomen.

De bevolkingsdichtheid van Caramoran was ten tijde van de laatste census, met 25.618 inwoners op 263,74 km², 97,1 mensen per km².